# That's Entertainment! III
That's Entertainment! III är en amerikansk film från 1994 i regi av Bud Friedgen och Michael J. Sheridan.
Liksom föregångarna That's Entertainment! och Hollywood, Hollywood! är det en kavalkadfilm med filmmusikalnummer gjorda av Metro-Goldwyn-Mayer under 1930-50-talet.
De olika filmklippen introduceras av de legendariska stjärnorna Gene Kelly, Esther Williams, June Allyson, Cyd Charisse, Debbie Reynolds, Lena Horne, Mickey Rooney, Ann Miller och Howard Keel. 

## Musikalnummer i urval
- "Here's to the Girls" - Fred Astaire från Ziegfeld Follies (1946)
- "Ah, Sweet Mystery of Life" - Jeanette MacDonald och  Nelson Eddy från Marietta (1935)
- "Hollywood Party" - MGM:s studioorkester och kör från Vårflugan (1934)
- "Follow in my Footsteps" - Eleanor Powell, Robert Taylor och George Murphy från Broadways melodi 1938 (1937)
- "Good Morning" - Mickey Rooney och Judy Garland från Vi charmörer (1939)
- "Ten Percent Off" - Jimmy Durante och Esther Williams från Älskling på vågen (1947)
- "Tom och Jerry" - Esther Williams från Vi simmar tillsammans (1953)
- "Finale of Bathing Beauty" - Esther Williams från Genom eld och vatten (1944)
- "The Three B's" - June Allyson, Nancy Walker och Gloria DeHaven från Det spritter i benen (1943)
- "My Heart Sings" - Kathryn Grayson från Säg det med sång (1945)
- "Pass That Peace Pipe" - Joan McCracken och Ray McDonald från Leve kärleken (1947)
- "On The Town" - Gene Kelly, Frank Sinatra, Ann Miller, Vera-Ellen, Betty Garrett och Jules Munshin från New York dansar (1949)
- "Baby, You Knock Me Out" - Cyd Charisse från Alltid vackert väder (1955)
- "Ballin' the Jack" - Judy Garland och Gene Kelly från Min flicka i vapenrock (1942)
- "Newspaper Dance" - Gene Kelly från Upp med ridån (1950)
- "The Heather on the Hill" - Gene Kelly och Cyd Charisse från Brigadoon (1954)
- "You Stepped Out of a Dream" - Tony Martin från Ziegfeldflickan (1941)
- "A Lady Loves" - Debbie Reynolds från Dansa med mej (1953)
- "Two Faced Woman" - Joan Crawford (dubbad av India Adams) från Min längtan är du (1953)
- "Where or When" - Lena Horne från I mitt hjärta det sjunger (1948)
- "Just One of Those Things" - Lena Horne från Tjuserskan från Panama (1942)
- "Can't Help Lovin' Dat Man" - Ava Gardner från Teaterbåten (1951)
- "I Wish I Were in Love Again" - Judy Garland och Mickey Rooney från I mitt hjärta det sjunger (1948)
- "Swing Mr Mendelssohn" - Judy Garland från Hela världen sjunger (1938)
- "In Between" - Judy Garland från Andy Hardy och kärleken (1938)
- "Follow the Yellow Brick Road" & "You're Off to See the Wizard" - Judy Garland och the Munchkins från Trollkarlen från Oz (1939)
- "Over the Rainbow" - Judy Garland från Trollkarlen från Oz (1939)
- "Who (Stole My Heart Away)?" - Judy Garland från Efter regn kommer solsken (1946)
- "March of the Doagies" - Judy Garland, Ray Bolger, Cyd Charisse och Marjorie Main från Harvey Girls (1946)
- "Get Happy" - Judy Garland från Upp med ridån (1950)
- "It Only Happens When I Dance with You" - Fred Astaire och Ann Miller från En dans med dej (1948)
- "Swing Trot" - Fred Astaire och Ginger Rogers från Vi dansar igen! (1949)
- "I Wanna be a Dancin' Man" - Fred Astaire från Skål för bruden! (1952)
- "Anything You Can Do" - Betty Hutton och Howard Keel från Annie Get Your Gun (1950)
- "Shakin' the Blues Away" - Doris Day från Dej ska jag ha! (1956)
- "Gigi" - Louis Jourdan från Gigi, ett lättfärdigt stycke (1958)
- "That's Entertainment!" - Fred Astaire och Cyd Charisse från Den stora premiären (1953)

## Medverkande i urval
- June Allyson
- Fred Astaire
- Lucille Ball
- Jack Benny
- Ingrid Bergman
- Ray Bolger
- Cyd Charisse
- Claudette Colbert
- Joan Crawford
- Doris Day
- Marlene Dietrich
- Jimmy Durante
- Nelson Eddy
- Cliff Edwards
- Vera-Ellen
- Greta Garbo
- Ava Gardner
- Judy Garland
- Greer Garson
- Paulette Goddard
- Kathryn Grayson
- Jean Harlow
- Katharine Hepburn
- Lena Horne
- Betty Hutton
- Louis Jourdan
- Buster Keaton
- Howard Keel
- Gene Kelly
- Grace Kelly
- Hedy Lamarr
- Angela Lansbury
- Peter Lawford
- Vivien Leigh
- Oscar Levant
- Carole Lombard
- Myrna Loy
- Jeanette MacDonald
- Ann Miller
- Carmen Miranda
- Marilyn Monroe
- Ricardo Montalbán
- George Murphy
- Donald O'Connor
- Eleanor Powell
- Jane Powell
- Elvis Presley
- Debbie Reynolds
- Ginger Rogers
- Mickey Rooney
- Norma Shearer
- Frank Sinatra
- Elizabeth Taylor
- Robert Taylor
- Lana Turner
- Esther Williams